# Angles d'attaque
Pour plus de détails, voir Fiche technique et Distribution.
Angles d'attaque (Vantage Point) est un film américain réalisé par Pete Travis, sorti en 2008.

## Synopsis
L'action se déroule entièrement à Salamanque, en Espagne. Cependant, seules quelques scènes y ont été réellement tournées, la plupart ayant en fait été filmées au Mexique.
Les points de vue de différents personnages s'enchaînent autour d'un attentat survenu à la Plaza Mayor de Salamanque, juste avant un sommet international contre le terrorisme : une tentative d'assassinat sur le président des États-Unis suivie de deux explosions de bombes. Une même période de temps d'une trentaine de minutes est vue successivement telle que différents personnages la vivent, mettant progressivement en place les pièces du puzzle.

### La journaliste
La première séquence donne la perspective de la productrice de télévision Rex Brooks (Sigourney Weaver), qui dirige plusieurs cadreurs et journalistes de la chaîne GNN alors que le président américain arrive. Lorsque le maire de Salamanque termine son discours et que le président est à la tribune, il est abattu de deux coups de feu. Une explosion a lieu à distance quelques instants après. Quelques minutes plus tard, la tribune est détruite par une autre explosion, qui laisse pour morte une journaliste de GNN, Angie. 

### Le garde du corps Thomas Barnes
La deuxième perspective est celle de deux agents du service secret, Thomas Barnes (Dennis Quaid) et Kent Taylor (Matthew Fox). Le premier a été victime d'un tireur un an plus tôt en faisant rempart de son corps pour sauver le président Ashton, a-t-on vu dans la séquence précédente. Peu avant que l'on tire sur le président, Barnes voit des rideaux bouger à une fenêtre ouverte donnant sur la place. Lorsque le président se fait tirer dessus, les gardes du corps interpellent Enrique (Eduardo Noriega), un policier espagnol suspecté de complicité. Grâce au touriste américain Howard Lewis (Forest Whitaker) qui a tout filmé avec sa caméra, Taylor part à la poursuite du tueur qui se trouvait à la fenêtre. En regardant encore les images de la caméra du touriste, Barnes découvre qu'une femme (Ayelet Zurer) a placé une bombe sous la tribune qui explose peu après. Après l'explosion, tandis que les gardes du corps poursuivent Enrique dans la rue, Barnes se rend dans la régie TV de Rex Brooks pour rechercher le tireur sur les images. Taylor l'informe par téléphone qu'il poursuit le tireur à l'ouest et Barnes, ne pouvant plus compter sur le centre de contrôle, envoie la police l'aider. Mais Barnes a une terrible révélation en regardant les images...

### Un policier
Enrique (Eduardo Noriega) est un policier espagnol assigné à la protection du maire de Salamanque. Il remarque sa petite amie qui semble flirter avec un inconnu (Édgar Ramírez), et les entend se donner rendez-vous sous un viaduc. Lorsqu'il retrouve son amie, Veronica, elle l'assure qu'elle n'aime que lui, et il lui donne le sac qu'il a emmené pour elle, lui évitant le portique de détection. Au moment où le président se fait tirer dessus, Enrique court sur la tribune mais est interpellé par les gardes du corps. Il voit Veronica jeter le sac sous la tribune, (séquence filmé par le touriste américain qui le sait innocent) et tente en vain de donner l'alerte à Barnes qui, refusant de l'écouter, le fait embarquer. Enrique profite de l'explosion pour prendre la fuite, pourchassé à pied dans la rue par les gardes du corps. Au cours de la course-poursuite, il reconnait Veronica dans une ambulance qui passe par hasard. Il arrive au lieu de rendez-vous sous le viaduc où il retrouve son inconnu...

### Le regard du touriste
Howard Lewis (Forest Whitaker) est un touriste américain, qui filme avant et pendant les discours et l'attentat. Ce qu'il filme va jouer un rôle dans la suite des événements, car on y voit quelqu'un derrière la fenêtre d'où sera tiré le coup de feu, puis une femme, Veronica, jeter un sac sous la tribune. Il sympathise avant l'attentat avec une petite fille, Anna, qui a renversé sa glace contre lui, et va ensuite lui venir en aide lorsqu'elle a perdu sa mère. Entre-temps, après le tir sur le président, il va s'approcher de la tribune pour aider l'équipe de Barnes à capturer le tireur qu'il a filmé, tout en voulant aider à innocenter Enrique. Après l'explosion, il suit la course-poursuite à pied d'Enrique et les gardes du corps jusqu'au viaduc. Il emprunte une passerelle pour traverser le boulevard passant sous le viaduc. Alors qu'il assiste à la mort d'Enrique tué par balle, il voit Anna sur le boulevard qui va être percutée par l'ambulance. Lewis doit la sauver...

### Le président Ashton
En raison d'une alerte de la NSA, qui estime qu'un risque élevé d'attentat existe, le président Ashton est en fait remplacé par une doublure, et c'est ce double qui va recevoir les balles meurtrières. De retour à son hôtel, le président est incité par ses conseillers à lancer une attaque contre un présumé camp terroriste au Maroc. Mais une explosion a lieu en bas de l'hôtel. Quelques instants plus tard, la porte de sa suite vole en éclats, et ses conseillers et gardes sont abattus. Le président est tenu en joue par le terroriste...

### Le plan des terroristes
La dernière séquence suit les actions des terroristes, en commençant par leur chef, Suarez (Saïd Taghmaoui). La tentative d'assassinat sur la place est un leurre, car les terroristes savaient que la cible ne serait qu'une doublure. En réalité, leur objectif est d'enlever le président américain. Tout d'abord, Javier (l'inconnu que Enrique voudra retrouver), policier, est contraint de collaborer avec les terroristes qui ont enlevé son frère (abattu durant l'opération par Suarez). Veronica, la petite amie du policier Enrique, fait partie des terroristes... ainsi que le garde du corps Taylor. Celui-ci réussit à détourner l'attention de Barnes avant la tentative d'assassinat par Javier en programmant à distance le tir. Tandis que Taylor "se lance à la poursuite du tueur", les terroristes investissent l'hôtel où l'un d'eux provoque une explosion dans le hall. Quelques instants plus tard, Suarez et Veronica, déguisés en ambulanciers, capturent le président après avoir éliminé ses gardes et ses conseillers. Pendant ce temps, un sac sous le gradin déposée plus tôt par Veronica provoque l'explosion sur la place. De son côté, Barnes, qui s'est rendu à la régie télé pour rechercher le "tueur", a une révélation : il découvre son collègue Taylor portant l'uniforme de policier espagnol et comprend que celui-ci, qui fait partie des terroristes, l'avait envoyé sur une fausse piste ! 
Barnes, qui apprend au même moment l'enlèvement du président, part à la poursuite de son collègue, qui a récupéré Javier. Une course-poursuite est engagée à travers la ville, jusqu'au point de rendez-vous prévu par les terroristes sous un viaduc. L'agent, qui a rencontré un accident près du viaduc auquel il s'en sort indemne, neutralise Taylor, qui vient de tuer son complice Javier, mais celui-ci meurt sans révéler où se trouve le président. Cependant, l'ambulance des terroristes dans lequel se trouve le président arrive sous le viaduc près de Barnes, mais est victime d'un grave accident en voulant éviter la petite fille qui traversait le boulevard en allant retrouver sa mère. Celle-ci est d'ailleurs sauvée in extremis par le touriste américain. Veronica est tuée dans l'accident, tandis que Suarez est abattu par Barnes qui retrouve le président vivant dans l'ambulance. La menace terroriste désormais éliminée, le président, blessé, est évacué, remerciant au passage son agent pour lui avoir sauvé la vie.

## Fiche technique
- Titre : Angles d'attaque
- Titre original : Vantage Point
- Réalisation : Pete Travis
- Scénario : Barry Levy
- Photographie : Amir M. Mokri
- Décors : Brigitte Broch
- Musique : Atli Örvarsson

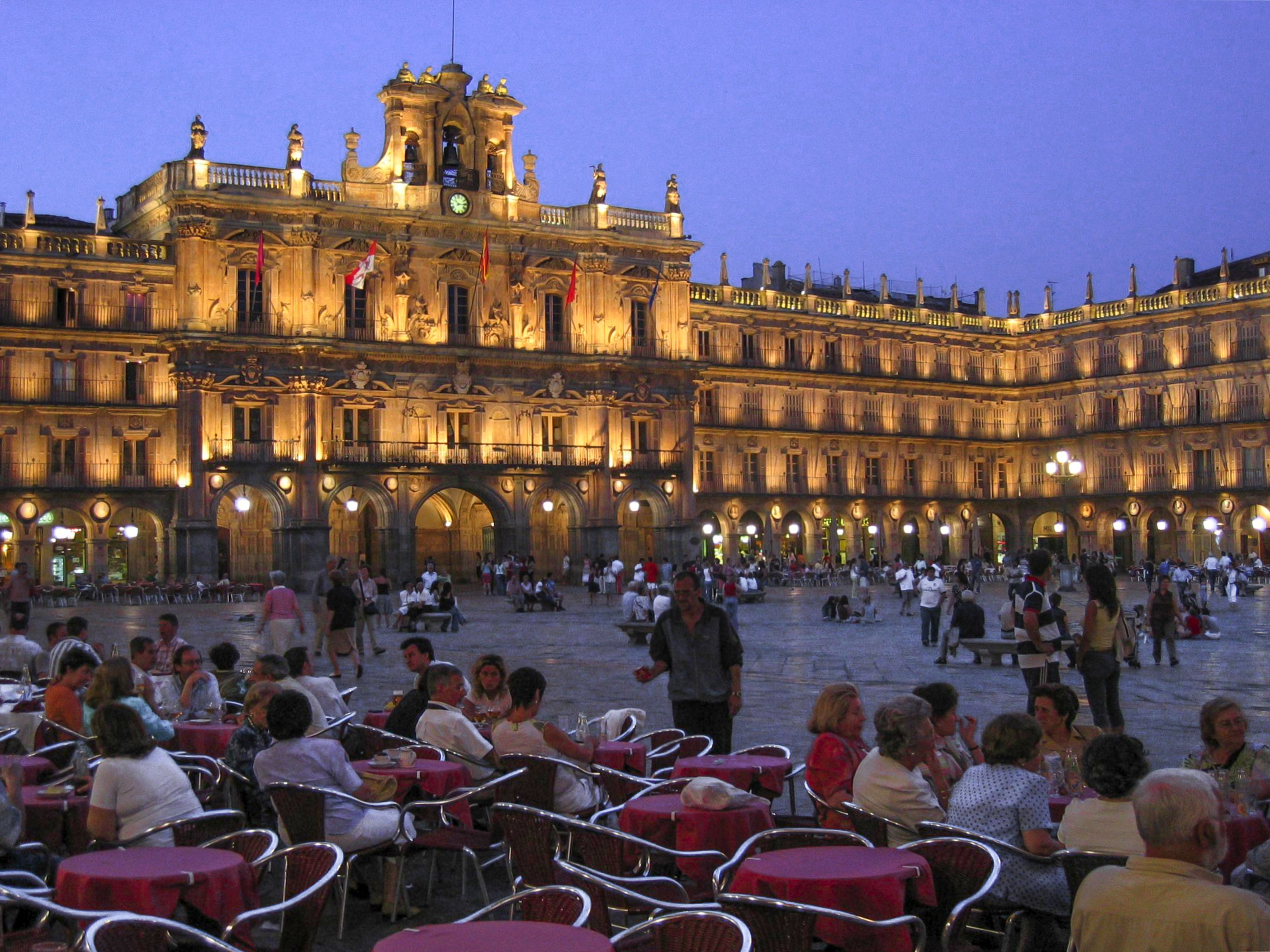
La Plaza Mayor de Salamanque, cadre de l'attentat au centre de l'intrigue du film

- Montage : Stuart Baird, Sigvaldi J. Karason[réf. nécessaire] et Valdís Óskarsdóttir (monteur supplémentaire)
- Production : Neal H. Moritz, Ricardo Del Río et Tania Landau
- Sociétés de production : Columbia Pictures (Sony Pictures Entertainment), Original Film
- Pays d'origine :  États-Unis
- Durée : 89 minutes
- Dates de sortie[1] :
  - Espagne : 13 février 2008 à Salamanque (première mondiale)
  - États-Unis, Canada : 22 février 2008
  - France : 19 mars 2008
  - Belgique : 26 mars 2008
  - Suisse : 24 avril 2008

## Distribution

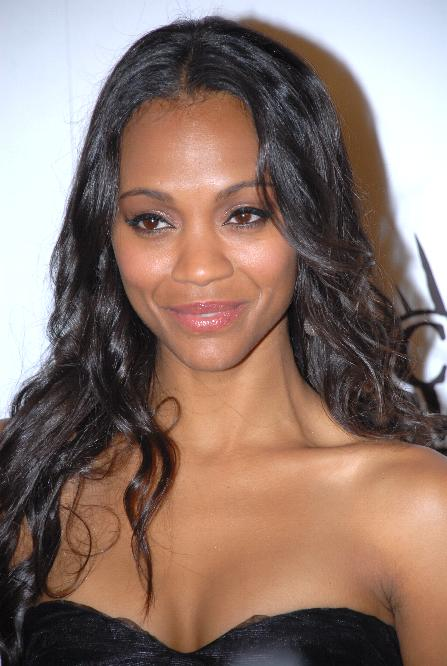
Zoë Saldaña interprète la reporter Angie Jones, présente sur le lieu même de l'attentat.

- Dennis Quaid (V. F. : Bernard Lanneau) : Thomas Barnes, garde du corps
- Matthew Fox (V. F. : Xavier Fagnon) : Kent Taylor, garde du corps
- Forest Whitaker (V. F. : Sylvain Lemarié) : Howard Lewis, touriste américain
- Édgar Ramírez (V. F. : Boris Rehlinger) : Javier
- Ayelet Zurer (V. F. : Ethel Houbiers) : Veronica
- Zoë Saldaña (V. F. : Géraldine Asselin) : Angie Jones, la journaliste
- Sigourney Weaver (V. F. : Tania Torrens) : Rex Brooks, journaliste
- William Hurt (V. F. : Féodor Atkine) : le président Ashton
- Eduardo Noriega (V. F. : Thomas Roditi) : Enrique, le policier espagnol
- Saïd Taghmaoui (V. F. : lui-même) : Suarez
- Bruce McGill (V. F. : Jean-Jacques Moreau) : Phil McCullough
- James LeGros (V. F. : Yann Guillemot) : Ted Heinkin
- Richard T. Jones (V. F. : Pascal Massix) : Holden
- Leonardo Nam (V. F. : Stéphane Pouplard) : Kevin Cross
- Holt McCallany (V. F. : Tony Joudrier) : Ron Matthews

Source et légende : Version française (V. F.) sur RS Doublage